# 圣阿维 (夏朗德省)
圣阿维是法国夏朗德省的一个市镇，属于昂古莱姆区（Angoulême）沙莱县（Chalais）。该市镇总面积3.66平方公里，2009年时的人口为199人。

## 人口
圣阿维（Saint-Avit）人口变化图示